# Ethete
Ethete (arapaho: Koonóutoséií') és una concentració de població designada pel cens dels Estats Units a l'estat de Wyoming. Segons el cens del 2000 tenia 1.455 habitants.

## Demografia
Segons el cens del 2000, Ethete tenia 1.455 habitants, 342 habitatges, i 298 famílies. La densitat de població era de 17,3 habitants/km².
Dels 342 habitatges en un 45,6% hi vivien nens de menys de 18 anys, en un 43,6% hi vivien parelles casades, en un 33,9% dones solteres, i en un 12,6% no eren unitats familiars. En l'11,4% dels habitatges hi vivien persones soles l'1,8% de les quals corresponia a persones de 65 anys o més que vivien soles. El nombre mitjà de persones vivint en cada habitatge era de 4,25 i el nombre mitjà de persones que vivien en cada família era de 4,49.
Per edats la població es repartia de la següent manera: un 40,5% tenia menys de 18 anys, un 12,4% entre 18 i 24, un 24,8% entre 25 i 44, un 17,3% de 45 a 60 i un 4,9% 65 anys o més.
L'edat mediana era de 23 anys. Per cada 100 dones de 18 o més anys hi havia 95,3 homes.
La renda mediana per habitatge era de 24.130 $ i la renda mediana per família de 24.762 $. Els homes tenien una renda mediana de 22.411 $ mentre que les dones 25.179 $. La renda per capita de la població era de 7.129 $. Entorn del 33,9% de les famílies i el 34,4% de la població estaven per davall del llindar de pobresa.

## Poblacions més properes
El següent diagrama mostra les poblacions més properes.